# Lophospermum scandens
Lophospermum scandens é uma espécie de planta escandente pertencente à família das Plantaginaceae utilizada como planta ornamental. Originária do sul do México, encontra-se naturalizada em diversas regiões subtropicais.

## Galeria

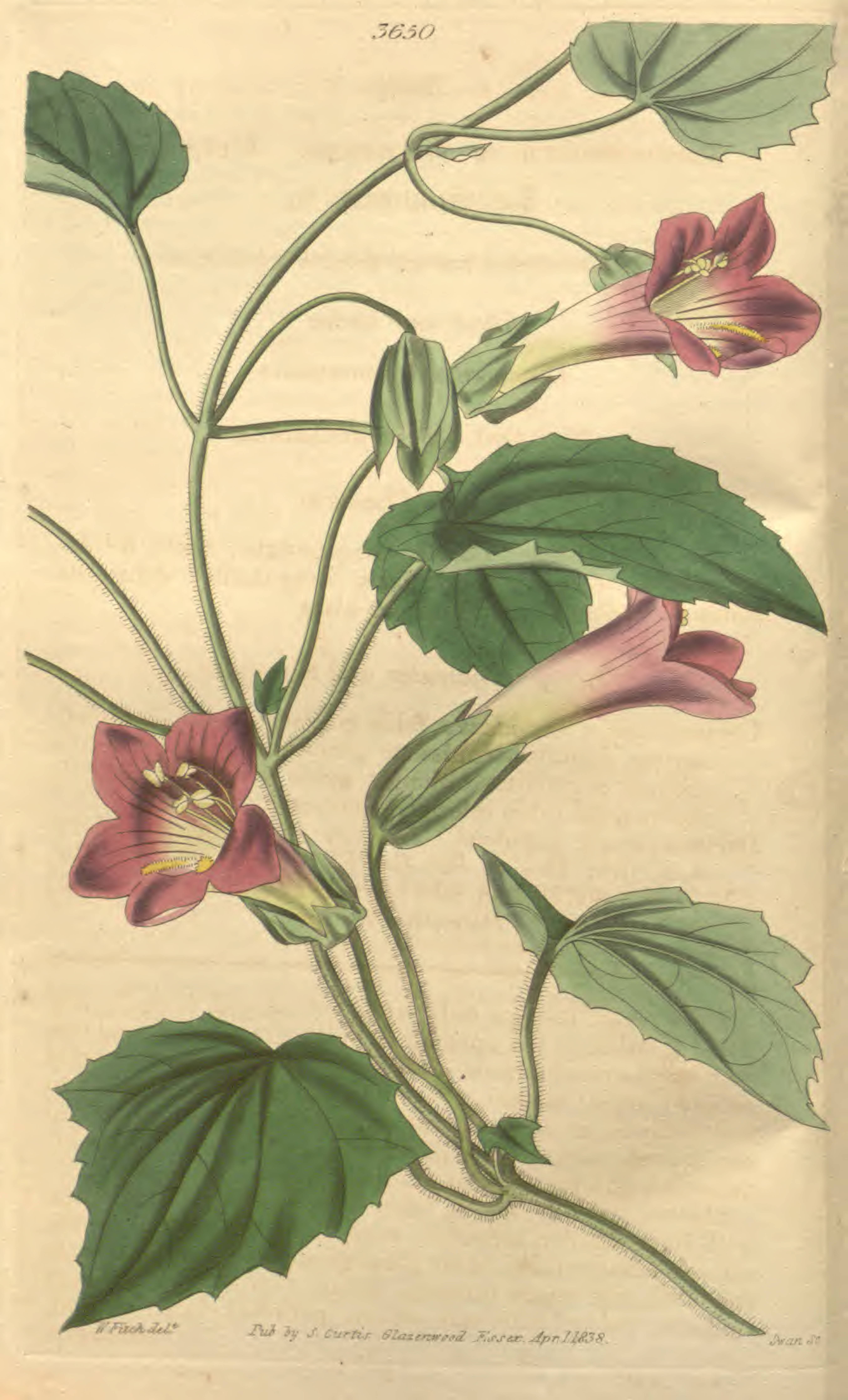
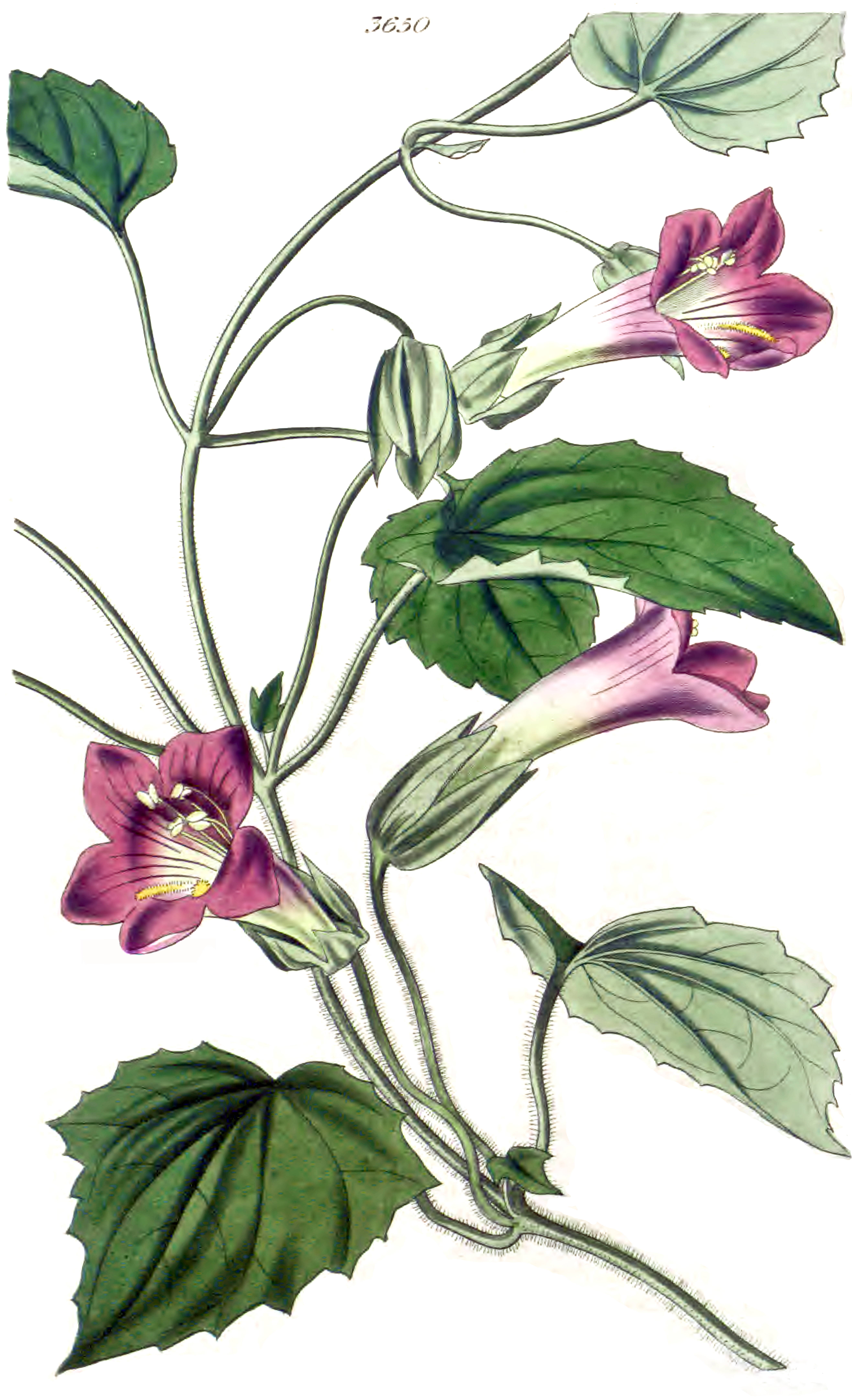